# Thirsty Work
Thirsty Work è il 21° album di studio inciso dalla rock band inglese Status Quo, uscito per la prima volta nell'agosto del 1994.

## Il disco
Uno dei lavori meno riusciti della intera carriera della band si rivela questo Thirsty Work, opera che negli anni a venire verrà quasi rinnegata anche dagli stessi Rossi e compagni.
Preceduto dal grande successo del singolo Come on You Reds, brano dedicato al Manchester United al primo posto delle classifiche inglesi nell'aprile del 1994, il prodotto contiene sicuramente composizioni dalle buone qualità (Lover of the Human Race, Confidence), ma con sonorità svigorite e tastiere ben in evidenza, invero scarsamente adatte al classico boogie rock da sempre offerto dal gruppo.
La stessa traccia di chiusura, “Sorry”, è in realtà un eccellente brano soft composto anni prima dalla coppia Rossi/Frost ed inciso già nel 1980 dal celebre cantante melodico Demis Roussos, ex componente degli Aphrodite's Child.
L'ibrido finale, pur riscuotendo un discreto risultato di classifica (va al n. 13 in Inghilterra, anche se alcune riviste lo riportano al n. 9), delude palesemente le aspettative del pubblico, specie dopo le ultime grandi prove in cui sembrava ormai definitivo il ritorno alla classica direzione hard.
Singoli: I Didn't Mean It (n. 21 UK), Sherri Don't Fail Me Now (n. 38), Restless (n. 39).

## Tracce
1. Goin' Nowhere – 3:48 (Rossi/Frost/Macannany)
2. I Didn't Mean It – 3:23 (John David)
3. Confidence – 3:14 (Bown)
4. Point of No Return – 3:51 (Bown/Edwards)
5. Sail Away – 3:34 (Rossi/Frost)
6. Like It or Not – 4:01 (Rossi/Frost)
7. Soft in the Head – 3:20 (Rossi/Frost)
8. Queenie – 3:31 (Rossi/Frost)
9. Lover of the Human Race – 3:31 (Rossi/Bown)
10. Sherri Don't Fail Me Now – 3:20 (Bown/Edwards)
11. Rude Awakening Time – 4:13 (Rossi/Frost)
12. Back on My Feet – 3:05 (Rossi/Frost)
13. Restless – 4:09 (J. Warnes)
14. Ciao-Ciao – 3:32 (Rossi/Bown)
15. Tango – 4:06 (Rossi/Frost)
16. Sorry – 3:30 (Rossi/Frost)

### Tracce bonus dell'edizione 2006
1. Survival – 3:26 (Rossi/Bown)
2. She Knew Too Much – 3:46 (Rossi/Bown)
3. Tossin' and Turnin' – 4:09 (Rossi/Frost)
4. Down to You – 3:14 (Rossi/Bown)
5. Beautiful – 3:42 (Rossi/Frost)

## Deluxe Edition 2020
Il 6 marzo 2020, viene pubblicata la deluxe edition dell'album contenente 2 CD.
Nel primo disco viene riprodotto fedelmente l'album del 1994, con il sound completamente restaurato e rimasterizzato.
Nel secondo CD sono inclusi i pezzi pubblicati quali "Lato B" dei singoli, versioni alternative di alcuni brani e alcuni pezzi eseguiti dal vivo.
Il libretto, oltre a varie foto del periodo di incisione dell'album, contiene delle ampie note illustrative redatte a cura di Dave Ling, critico delle riviste musicali britanniche Classic Rock e Metal Hammer.

### Tracce Deluxe Edition
CD 1
Contiene l'album originale del 1994, in versione restaurata e rimasterizzata.
1. Goin' Nowhere – 3:48 (Rossi/Frost/Macannany)
2. I Didn't Mean It – 3:23 (John David)
3. Confidence – 3:14 (Bown)
4. Point of No Return – 3:51 (Bown/Edwards)
5. Sail Away – 3:34 (Rossi/Frost)
6. Like It or Not – 4:01 (Rossi/Frost)
7. Soft in the Head – 3:20 (Rossi/Frost)
8. Queenie – 3:31 (Rossi/Frost)
9. Lover of the Human Race – 3:31 (Rossi/Bown)
10. Sherri Don't Fail Me Now – 3:20 (Bown/Edwards)
11. Rude Awakening Time – 4:13 (Rossi/Frost)
12. Back on My Feet – 3:05 (Rossi/Frost)
13. Restless – 4:09 (J. Warnes)
14. Ciao-Ciao – 3:32 (Rossi/Bown)
15. Tango – 4:06 (Rossi/Frost)
16. Sorry – 3:30 (Rossi/Frost)

CD 2
Contiene i pezzi pubblicati quali "Lato B" dei singoli, versioni alternative di alcuni brani e alcuni pezzi eseguiti dal vivo.
1. Survival (Lato B del singolo I Didn't Mean It) – 3:26 (Rossi/Bown)
2. She Knew Too Much (Lato B del singolo I Didn't Mean It) – 3:46 (Rossi/Bown)
3. Tossin' and Turnin' (Lato B del singolo Sherri, Don't Fail Me Now!) – 4:09 (Rossi/Frost)
4. Down to You (Lato B del singolo Sherri, Don't Fail Me Now!) – 3:15 (Rossi/Bown)
5. Beautiful (Lato B del singolo Sherri, Don't Fail Me Now!) – 3:43 (Rossi/Bown)
6. And I Do (Lato B del singolo Restless) – 3:56 (Rossi/Frost/Macannany)
7. Democracy (Lato B del singolo Restless) – 4:25 (Cohen)
8. I Didn't Mean It (Acoustic Version) – 4:03 (David)
9. Sherri, Don't Fail Me Now! (Extended Version) – 3:47 (Bown/Edwards)
10. Restless (Orchestral Version) – 4:13 (Warnes)
11. I Didn't Mean It (Hooligan Version) – 3:57 (David)
12. Goin' Nowhere (Live a Stoccolma 1994) – 4:08 (Rossi/Frost/Macannany)
13. Soft in the Head (Live a Stoccolma 1994) – 3:32 (Rossi/Frost)
14. Rude Awakening Time (Live a Stoccolma 1994) – 4:11 (Rossi/Frost)
15. Restless (Live alla Wembley Arena di Londra 1994) – 4:46 (Warnes)

## Formazione
- Francis Rossi (chitarra solista, voce)
- Andy Bown (tastiere)
- Rick Parfitt (chitarra ritmica, voce)
- John 'Rhino' Edwards (basso, voce)
- Jeff Rich (percussioni)

## British album chart
| Posizione | 13 | 18 | 30 | 72 | uscito |